# Divisione Nazionale A Silver 2013-2014
La Divisione Nazionale A Silver 2013-2014 (chiamata anche DNA Adecco Silver 2013-2014 per ragioni di sponsorizzazione) rappresenta il girone meno prestigioso del secondo livello del campionato italiano di pallacanestro, dopo la riforma avvenuta nell'estate 2013, prima dell'accorpamento con la Divisione Nazionale A Gold.
Il torneo è stato vinto dalla Moncada Agrigento che, assieme alla Dinamica Generale Mantova (vincitrice della serie finale dei Play Off sulla Assigeco Casalpusterlengo), hanno conquistato sul campo il passaggio in Serie A2 Gold. Passa in Serie A2 Gold in qualità di ripescata anche la finalista dei Play Off, ovvero la Assigeco Casalpusterlengo, in virtù della mancata iscrizione al campionato superiore della Sutor Montegranaro.
Al termine della Regular Season sono invece retrocesse in Serie B le ultime due squadre classificate, ovvero Enegan Firenze e Liomatic Group Bari. La ArcAnthea Lucca si è invece ritirata a campionato in corso.

## Regolamento

### Formula
Al campionato prendono parte 16 squadre in un girone unico. Hanno rinunciato all'iscrizione al campionato: Pallacanestro Lago Maggiore, Pallacanestro Firenze e Bettinzoli Monticelli Brusati; al loro posto sono state ammesse Pallacanestro Mantovana (nuovo nome della Primavera Mirandola), Affrico Basket Firenze e Roseto Sharks.
Il campionato prevede la promozione diretta in Serie A2 Gold per la prima in classifica al termine della stagione regolare; la squadra promossa prende inoltre parte ai playoff promozione in Serie A, insieme con le prime 7 della DNA Gold 2013-2014.
Le squadre classificate dal 2º al 9º posto disputano i playoff: la vincente guadagna la promozione nel girone Gold. Non sono previsti playout: le ultime tre classificate retrocedono in Serie B.
Al termine del girone di andata, le squadre classificate al 1º e 2º posto hanno avuto accesso (unitamente alle prime 4 classificate del campionato di Divisione Nazionale A Gold) alla Final Six di Coppa Italia Gold-Silver in programma a Rimini dal 7 al 9 marzo 2014.

## Squadre
- Fortitudo Agrigento
- CUS Bari
- Casalpusterlengo
- Pall. Chieti
- Pall. Ferrara 2011
- Affrico Firenze
- Pall. Lucca
- Olimpia Matera

- Pall. Mantovana
- Nord Barese
- Fulgor Omegna
- Basket Ravenna
- Recanati
- Viola R. Calabria
- Pall. Roseto
- Treviglio

## Stagione regolare

### Classifica
|  |     | Classifica stagione regolare | PT | G  | V  | P  | PF   | PS   | Diff |
|  | --- | ---------------------------- | -- | -- | -- | -- | ---- | ---- | ---- |
|  | 1.  | Moncada Agrigento            | 44 | 28 | 22 | 6  | 2239 | 2020 | +219 |
|  | 2.  | Dinamica Generale Mantova    | 36 | 28 | 18 | 10 | 2163 | 2056 | +107 |
|  | 3.  | Remer Treviglio              | 36 | 28 | 18 | 10 | 2044 | 1935 | +109 |
|  | 4.  | Paffoni Omegna               | 34 | 28 | 17 | 11 | 2337 | 2104 | +233 |
|  | 5.  | Mobyt Ferrara                | 34 | 28 | 17 | 11 | 2137 | 2003 | +134 |
|  | 6.  | Acmar Ravenna                | 32 | 28 | 16 | 12 | 2172 | 2105 | +67  |
|  | 7.  | Assigeco Casalpusterlengo    | 32 | 28 | 16 | 12 | 2017 | 1916 | +101 |
|  | 8.  | Bawer Matera                 | 30 | 28 | 15 | 13 | 2219 | 2120 | +99  |
|  | 9.  | Proger Chieti                | 28 | 28 | 14 | 14 | 2061 | 2025 | +36  |
|  | 10. | Modus FM Roseto              | 28 | 28 | 14 | 14 | 2205 | 2192 | +13  |
|  | 11. | Basket Recanati              | 24 | 28 | 12 | 16 | 2063 | 2064 | -1   |
|  | 12. | Viola Reggio Calabria        | 22 | 28 | 11 | 17 | 2000 | 2086 | -86  |
|  | 13. | Torrevento Nord Barese       | 20 | 28 | 10 | 18 | 2224 | 2260 | -36  |
|  | 14. | Enegan Firenze               | 18 | 28 | 9  | 19 | 2052 | 2089 | -37  |
|  | 15. | Liomatic Group Bari          | -2 | 28 | 1  | 27 | 1729 | 2687 | -958 |
|  |     | ArcAnthea Lucca              | -  | -  | -  | -  | -    | -    | -    |

### Risultati
| Prima giornata |                            |              |
| 6 ott. 2013    |                            | 12 gen. 2014 |
| 91-86          | Firenze-Matera             | 70-76        |
| 90-67          | Corato-Reggio Calabria     | 69-78        |
| 77-70          | Agrigento-Casalpusterlengo | 81-72        |
| 58-98          | Bari-Mantova               | 61-88        |
| 75-73          | Ferrara-Lucca              | 55-65        |
| 87-79          | Roseto-Omegna              | 78-92        |
| 76-63          | Chieti-Recanati            | 72-61        |
| 65-67          | Ravenna-Treviglio          | 92-100       |

| Seconda giornata |                           |              |
| 13 ott. 2013     |                           | 19 gen. 2014 |
| 85-76            | Lucca-Roseto              | 80-89        |
| 78-60            | Omegna-Chieti             | 81-86        |
| 73-86            | Mantova-Ravenna           | 78-73        |
| 84-70            | Treviglio-Firenze         | 57-55        |
| 73-67            | Matera-Ferrara            | 65-68        |
| 96-58            | Recanati-Bari             | 106-48       |
| 78-75            | Reggio Calabria-Agrigento | 65-72        |
| 53-57            | Casalpusterlengo-Corato   | 68-75        |

| Terza giornata |                           |              |
| 20 ott. 2013   |                           | 26 gen. 2014 |
| 88-92          | Agrigento-Corato          | 80-79        |
| 84-86          | Firenze-Mantova           | 72-74        |
| 79-89          | Bari-Roseto               | 62-118       |
| 83-89          | Ferrara-Omegna            | 64-73        |
| 78-69          | Matera-Treviglio          | 85-60        |
| 68-60          | Chieti-Reggio Calabria    | 62-85        |
| 88-76          | Ravenna-Lucca             | 68-70        |
| 74-72          | Casalpusterlengo-Recanati | 82-80        |

| Quarta giornata |                                  |             |
| 27 ott. 2013    |                                  | 2 feb. 2014 |
| 92-65           | Omegna-Matera                    | 74-91       |
| 113-116         | Corato-Ferrara                   | 88-92       |
| 84-61           | Agrigento-Bari                   | 99-38       |
| 80-79           | Recanati-Firenze                 | 54-53       |
| 81-55           | Roseto-Mantova                   | 80-79       |
| 100-97          | Lucca-Treviglio                  | 54-73       |
| 83-88           | Chieti-Ravenna                   | 60-68       |
| 63-80           | Reggio Calabria-Casalpusterlengo | 67-76       |

| Quinta giornata |                          |             |
| 31 ott. 2013    |                          | 6 feb. 2014 |
| 83-82           | Treviglio-Omegna         | 51-80       |
| 72-96           | Mantova-Matera           | 65-74       |
| 79-85           | Corato-Chieti            | 75-79       |
| 73-51           | Ferrara-Agrigento        | 80-81       |
| 84-88           | Lucca-Firenze            | 69-85       |
| 82-77           | Ravenna-Roseto           | 74-76       |
| 79-55           | Reggio Calabria-Recanati | 75-70       |
| 84-78           | Casalpusterlengo-Bari    | 95-55       |

| Sesta giornata |                         |             |
| 3 nov. 2013    |                         | 9 feb. 2014 |
| 89-70          | Omegna-Ravenna          | 88-84       |
| 58-73          | Firenze-Ferrara         | 63-75       |
| 69-72          | Treviglio-Mantova       | 66-74       |
| 95-77          | Bari-Reggio Calabria    | 68-94       |
| 78-90          | Matera-Lucca            | 90-80       |
| 98-96          | Recanati-Corato         | 84-63       |
| 76-66          | Roseto-Casalpusterlengo | 59-67       |
| 80-77          | Chieti-Agrigento        | 73-79       |

| Settima giornata |                         |              |
| 10 nov. 2013     |                         | 16 feb. 2014 |
| 98-81            | Omegna-Firenze          | 83-89        |
| 70-100           | Mantova-Lucca           | 84-100       |
| 89-79            | Corato-Bari             | 99-50        |
| 88-72            | Agrigento-Recanati      | 65-57        |
| 90-88            | Ferrara-Treviglio       | 65-81        |
| 77-65            | Ravenna-Matera          | 86-78        |
| 71-61            | Reggio Calabria-Roseto  | 82-81        |
| 74-62            | Casalpusterlengo-Chieti | 75-54        |

| Ottava giornata |                        |              |
| 17 nov. 2013    |                        | 23 feb. 2014 |
| 63-68           | Firenze-Ravenna        | 66-74        |
| 60-67           | Mantova-Ferrara        | 79-63        |
| 62-74           | Treviglio-Agrigento    | 65-66        |
| 76-84           | Bari-Chieti            | 38-122       |
| 89-78           | Matera-Reggio Calabria | 76-80        |
| 77-75           | Recanati-Omegna        | 85-88        |
| 68-89           | Roseto-Corato          | 71-86        |
| 64-78           | Lucca-Casalpusterlengo | 79-88        |

| Nona giornata |                          |             |
| 24 nov. 2013  |                          | 2 mar. 2014 |
| 90-73         | Omegna-Bari              | 99-49       |
| 68-64         | Corato-Matera            | 84-90       |
| 74-68         | Agrigento-Firenze        | 83-80       |
| 68-83         | Recanati-Roseto          | 61-81       |
| 60-78         | Chieti-Treviglio         | 61-74       |
| 60-74         | Ravenna-Ferrara          | 74-83       |
| 65-64         | Reggio Calabria-Lucca    | canc.       |
| 79-61         | Casalpusterlengo-Mantova | 59-77       |

| Decima giornata |                            |              |
| 1° dic. 2013    |                            | 16 mar. 2014 |
| 91-60           | Firenze-Bari               | 107-61       |
| 85-76           | Mantova-Corato             | 102-77       |
| 63-64           | Treviglio-Casalpusterlengo | 74-68        |
| 72-59           | Ferrara-Reggio Calabria    | 70-75        |
| 89-85           | Matera-Recanati            | 75-87        |
| 86-92           | Roseto-Chieti              | 73-80        |
| 88-71           | Lucca-Omegna               | canc.        |
| 81-86           | Ravenna-Agrigento          | 65-88        |

| Undicesima giornata |                           |              |
| 8 dic. 2013         |                           | 23 mar. 2014 |
| 72-74               | Omegna-Mantova            | 73-78        |
| 73-86               | Corato-Firenze            | 70-85        |
| 92-62               | Agrigento-Roseto          | 89-68        |
| 88-113              | Bari-Matera               | 44-98        |
| 71-73               | Recanati-Lucca            | canc.        |
| 90-68               | Chieti-Ferrara            | 62-66        |
| 65-75               | Reggio Calabria-Treviglio | 51-54        |
| 76-80               | Casalpusterlengo-Ravenna  | 76-77        |

| Dodicesima giornata |                          |              |
| 15 dic. 2013        |                          | 30 mar. 2014 |
| 100-74              | Omegna-Corato            | 80-87        |
| 69-63               | Firenze-Reggio Calabria  | 76-68        |
| 82-86               | Mantova-Recanati         | 72-79        |
| 65-84               | Treviglio-Roseto         | 90-75        |
| 73-66               | Ferrara-Casalpusterlengo | 64-69        |
| 71-64               | Matera-Chieti            | 67-82        |
| 89-78               | Lucca-Agrigento          | canc.        |
| 88-64               | Ravenna-Bari             | 98-64        |

| Tredicesima giornata |                          |             |
| 22 dic. 2013         |                          | 6 apr. 2014 |
| 78-72                | Corato-Lucca             | canc.       |
| 91-90                | Agrigento-Omegna         | 67-82       |
| 64-72                | Bari-Treviglio           | 35-101      |
| 55-58                | Recanati-Ferrara         | 64-58       |
| 73-96                | Roseto-Matera            | 92-81       |
| 54-72                | Chieti-Mantova           | 61-79       |
| 70-62                | Reggio Calabria-Ravenna  | 77-89       |
| 57-47                | Casalpusterlengo-Firenze | 81-67       |

| Quattordicesima giornata |                         |              |
| 29 dic. 2013             |                         | 13 apr. 2014 |
| 81-74                    | Omegna-Casalpusterlengo | 61-73        |
| 62-88                    | Firenze-Roseto          | 86-94        |
| 78-69                    | Mantova-Reggio Calabria | 86-74        |
| 83-60                    | Treviglio-Recanati      | 73-67        |
| 116-68                   | Ferrara-Bari            | 92-55        |
| 78-83                    | Matera-Agrigento        | 65-82        |
| 85-72                    | Lucca-Chieti            | canc.        |
| 79-61                    | Ravenna-Corato          | 93-82        |

| Quindicesima giornata |                         |              |
| 5 gen. 2013           |                         | 27 apr. 2014 |
| 69-74                 | Corato-Treviglio        | 64-66        |
| 78-71                 | Agrigento-Mantova       | 89-91        |
| 65-99                 | Bari-Lucca              | canc.        |
| 80-70                 | Recanati-Ravenna        | 61-69        |
| 77-69                 | Roseto-Ferrara          | 67-98        |
| 54-61                 | Chieti-Firenze          | 73-95        |
| 73-86                 | Reggio Calabria-Omegna  | 57-82        |
| 68-72                 | Casalpusterlengo-Matera | 71-63        |

## Play-off

### Tabellone
|  | Quarti di finale | Quarti di finale          | Quarti di finale          |                           |                | Semifinali                | Semifinali | Semifinali |  |  | Finali | Finali                    | Finali |
|  |                  |                           |                           |                           |                |                           |            |            |  |  |        |                           |        |
|  | 2                | Dinamica Generale Mantova | 3                         |                           |                |                           |            |            |  |  |        |                           |        |
|  | 9                | Proger Chieti             | 0                         |                           |                |                           |            |            |  |  |        |                           |        |
|  | 9                | Proger Chieti             | 0                         |                           | 2              | Dinamica Generale Mantova | 3          |            |  |  |        |                           |        |
|  |                  |                           |                           |                           | 2              | Dinamica Generale Mantova | 3          |            |  |  |        |                           |        |
|  |                  | 5                         | Mobyt Ferrara             | 1                         |                |                           |            |            |  |  |        |                           |        |
|  | 5                | 5                         | Mobyt Ferrara             | 1                         | Mobyt Ferrara  | 3                         |            |            |  |  |        |                           |        |
|  | 5                |                           |                           |                           | Mobyt Ferrara  | 3                         |            |            |  |  |        |                           |        |
|  | 6                | Acmar Ravenna             | 2                         |                           |                |                           |            |            |  |  |        |                           |        |
|  |                  |                           |                           |                           |                |                           |            |            |  |  | 2      | Dinamica Generale Mantova | 3      |
|  |                  |                           | 7                         | Assigeco Casalpusterlengo | 2              |                           |            |            |  |  |        |                           |        |
|  | 3                | Remer Treviglio           | 1                         |                           |                |                           |            |            |  |  |        |                           |        |
|  | 8                | Bawer Matera              | 3                         |                           |                |                           |            |            |  |  |        |                           |        |
|  | 8                | Bawer Matera              | 3                         |                           | 8              | Bawer Matera              | 0          |            |  |  |        |                           |        |
|  |                  |                           |                           |                           | 8              | Bawer Matera              | 0          |            |  |  |        |                           |        |
|  |                  | 7                         | Assigeco Casalpusterlengo | 3                         |                |                           |            |            |  |  |        |                           |        |
|  | 4                | 7                         | Assigeco Casalpusterlengo | 3                         | Paffoni Omegna | 1                         |            |            |  |  |        |                           |        |
|  | 4                |                           |                           |                           | Paffoni Omegna | 1                         |            |            |  |  |        |                           |        |
|  | 7                | Assigeco Casalpusterlengo | 3                         |                           |                |                           |            |            |  |  |        |                           |        |

### Quarti di finale
Ogni serie è al meglio delle 5 partite.
L'ordine delle partite è: gara-1, gara-2 ed eventuale gara-5 in casa della meglio classificata; gara-3 ed eventuale gara-4 in casa della peggior classificata.
Date: 3 maggio, 5 maggio, 8 maggio, 10 maggio, 14 maggio.
| Squadra 1                 | Totale | Squadra 2                 | Gara 1 | Gara 2 | Gara 3 | Gara 4 | Gara 5 |
| ------------------------- | ------ | ------------------------- | ------ | ------ | ------ | ------ | ------ |
| Dinamica Generale Mantova | 3 - 0  | Proger Chieti             | 92-72  | 90-72  | 81-52  |        |        |
| Mobyt Ferrara             | 3 - 2  | Acmar Ravenna             | 100-90 | 63-54  | 67-73  | 61-73  | 73-67  |
| Remer Treviglio           | 1 - 3  | Bawer Matera              | 65-70  | 80-67  | 61-81  | 82-84  |        |
| Paffoni Omegna            | 1 - 3  | Assigeco Casalpusterlengo | 86-85  | 73-74  | 47-78  | 72-74  |        |

### Semifinali
Ogni serie è al meglio delle 5 partite.
L'ordine delle partite è: gara-1, gara-2 ed eventuale gara-5 in casa della meglio classificata; gara-3 ed eventuale gara-4 in casa della peggior classificata.
Date: 17 maggio, 19 maggio, 22 maggio, 24 maggio, 27 maggio.
| Squadra 1                 | Totale | Squadra 2     | Gara 1 | Gara 2 | Gara 3 | Gara 4 | Gara 5 |
| ------------------------- | ------ | ------------- | ------ | ------ | ------ | ------ | ------ |
| Dinamica Generale Mantova | 3 - 1  | Mobyt Ferrara | 78-53  | 74-68  | 68-79  | 76-63  |        |
| Assigeco Casalpusterlengo | 3 - 0  | Bawer Matera  | 71-70  | 69-60  | 73-66  |        |        |

### Finale
La serie è al meglio delle 5 partite.
L'ordine delle partite è: gara-1, gara-2 ed eventuale gara-5 in casa della meglio classificata; gara-3 ed eventuale gara-4 in casa della peggior classificata.
Date: 6 giugno, 8 giugno, 11 giugno, 13 giugno, 15 giugno.
| Squadra 1                 | Totale | Squadra 2                 | Gara 1 | Gara 2 | Gara 3 | Gara 4 | Gara 5 |
| ------------------------- | ------ | ------------------------- | ------ | ------ | ------ | ------ | ------ |
| Dinamica Generale Mantova | 3 - 2  | Assigeco Casalpusterlengo | 94-92  | 69-75  | 56-80  | 75-69  | 64-63  |

## Verdetti
- Promosse in Serie A2 Gold: Fortitudo Agrigento e, ai playoff, Pallacanestro Mantovana. Ripescata: Unione Cestistica Casalpusterlengo.
- Retrocesse in Serie B: Affrico Basket Firenze e CUS Bari Pallacanestro.
- Ritirata a campionato in corso: Pallacanestro Lucca.
- Non ammesse alla stagione successiva: Basket Nord Barese, CUS Bari Pallacanestro e Pallacanestro Lucca.